# 新潟市立白新中学校
新潟市立白新中学校（にいがたしりつはくしんちゅうがっこう）は、新潟県新潟市中央区川岸町にある市立中学校である。

## 概要
県庁所在地・新潟市の中心部、信濃川のほとりに位置する。周辺には新潟市役所や新潟地方裁判所、新潟市陸上競技場、白山公園、新潟県立がんセンター新潟病院、白山駅などがある。校区内の小学校は、鏡淵小学校と白山小学校の2校。
かつては生徒数2200人以上を数え、校歌にも「二千の学徒、こぞり立つ」と歌われたが、現在はドーナツ化現象の影響により200人前後にまで減少している。
校舎は銀河校舎と1964年の新潟地震後に新たに建設された北斗校舎に分かれている。

### 教育目標
「知性の高い生徒になる」

## 校歌・生徒会歌
- 校歌
  - 堀内敬三 作詞・作曲
- 生徒会歌 
  - 白新中学校生徒会 作詞
  - 村上順三 作曲

## 沿革
- 1947年（昭和22年）5月15日 - 開校[1]。
- 1964年（昭和39年） - 新潟地震で校舎の一部が被災[1]。
- 1966年（昭和41年） - 北斗校舎・体育館・プールを新たに建設[1]。
- 1993年（平成5年） - 武道場を建設[1]。
- 1999年（平成11年） - 体育館を改築[1]。
- 2001年（平成13年） - プールを改築[1]。
- 2017年（平成28年） - 創立70周年を迎える。校舎の外壁工事を実施[1]。
- 2021年（令和3年） - 男子バスケットボール部が全国中学校体育大会で優勝[注 1][3]。

## 部活動
- 男子サッカー部
- 男子卓球部
- 男子バスケットボール部
- 女子ソフトテニス部
- 女子卓球部
- 女子バスケットボール部
- 音楽部
- 美術部
- 陸上部

## 学校行事
2023年度の情報を記載する。
- 4月 - 入学式、始業式
- 5月 - 体育祭
- 9月 - 演劇発表会 - 学年演劇を行う[5]。
- 11月 - 合唱発表会
- 3月 - 卒業式

## 著名な卒業生
- 水島新司 - 漫画家、第7回卒業生[6]